# ГЕС Макнарі
ГЕС McNary— гідроелектростанція у штаті Вашингтон (Сполучені Штати Америки). Знаходячись між ГЕС Priest Rapids (вище за течією) та ГЕС Джона Дея, входить до складу каскаду на річці Колумбія, котра починається у Канаді та має устя на узбережжі Тихого океану на межі штатів Вашингтон та Орегон.
В межах проекту річку перекрили греблею висотою від тальвегу 56 метрів (висота від підошви фундаменту – 67 метрів) та довжиною 2245 метрів. Ця споруда, яка включає бетонну частину з водоскидами та машинним залом і прилягаючу до неї ліворуч земляну секцію, потребувала 1423 тис м3 бетону та 2,2 млн м3 породи. Гребля утримує витягнуте по долині Колумбії на 99 км водосховище Лейк-Валлула з площею поверхні 157 км2 та об'ємом 228 млн м3, в якому припустиме коливання рівня у операційному режимі між позначками 102,1 та 103,6 метра НРМ (під час повені останній показник зростає до 108,7 метра НРМ). Біля правого берегу облаштований судноплавний шлюз з розмірами камери 208х26 метрів.
Основне обладнання станції становлять десять турбін типу Каплан потужністю по 70 МВт, які працюють при напорі від 19 до 28 метрів (номінальний напір 24 метри). У 2015 році вони забезпечили виробництво 5,27 млрд кВт-год електроенергії.